# Thomas Johnson (cyklist)
Horace Thomas "Tiny" Johnson, född 30 december 1886 i Fulham i London, död 12 augusti 1966 i Bromley, var en brittisk tävlingscyklist.

## Karriär
Johnson började tävla i cykling 1905 i Putney AC. Vid olympiska sommarspelen 1908 i London tog han silver i tandem tillsammans med Frederick Hamlin. Johnson vann tre brittiska mästerskap i tandemcykel (1907, 1909, 1910). 1913 och 1920 vann han även Muratti Gold Cup(de) i Manchester.
Vid olympiska sommarspelen 1920 i Antwerpen tog Johnson silver i sprint samt i lagförföljelse tillsammans med Albert White, Albert Alden och William Stewart. Han tävlade även i 50 km bancykling, men fullföljde inte loppet. Samma år tog Johnson även silver i amatörernas sprint vid bancyklings-VM 1920 i Antwerpen. Vid bancyklings-VM 1922 i Paris tog han guld i amatörernas sprint.